# Ludovic Guillot-Diat
Ludovic Guillot-Diat, né le 11 septembre 1985, est un snowboarder français spécialiste du snowboardcross et du freeride. En 2023, il est sacré meilleur freerider mondial en snowboard en remportant le Freeride World Tour.

## Biographie
Il est originaire de Villard-de-Lans et pratique le hockey sur glace pendant 9 années avant de débuter le snowboard à l'âge de 13 ans. 
En 2002 et 2003 il se classe 19e des championnats du monde juniors de snowboardcross. Entre 2004 et 2010, il dispute la coupe de monde de snowboardcross. Il obtient sa meilleure performance dans cette compétition en mars 2007 avec une 4e place dans l'épreuve de Stoneham. Cette même année il se classe 6e du classement général de la coupe du monde de snowboardcross. Il est sacré champion de France de la discipline en 2006 à Isola 2000 et en 2009 à Vars. Ç'est en 2009 qu'il participe aux championnats du monde à Gangwon où il prend la 25e place de la compétition.
En 2010, il réoriente sa carrière sportive vers le freeride,. Il dispute le Freeride World Qualifier Europe qui est le circuit continental permettant de se qualifier pour le circuit mondial de l'élite de la discipline : le Freeride World Tour. Dès sa première participation il remporte ce circuit de qualification et intègre la douzaine d'athlètes qui disputent le Freeride World Tour en snowboard en 2012. Il s'y classe 9e et doit redisputer le circuit de qualification. Il remporte à nouveau le Freeride World Qualifier Europe en 2012, ce qui lui permet de conserver sa place dans l'élite. Il dispute ainsi 3 nouvelles éditions du Freeride World Tour entre 2013 et 2015 avec une 5e place en 2014. A l'issue de la saison il ne conserve pas sa place dans l'élite et il dispute à nouveau le circuit de qualification qu'il remporte pour la 3e fois en 2018. Il prend part ainsi en 2019 à ses 5e Freeride World Tour. Il s'y classe 7e ce qui ne lui permet pas de rester dans l'élite. De retour sur le circuit de qualification , il le remporte une 4e fois en 2021. Il retrouve ainsi le Freeride world tour en 2022 qu'il termine à la 5e place. L'année suivante en 2023, il est sacré à l'âge de 37 ans meilleur freerider mondial en snowboard en remportant le Freeride World Tour,,.

## Palmarès en snowboadcross

### Championnats du monde de snowboard
| Édition / Epreuve     | Snowboardcross |
| Mondiaux 2009 Gangwon | 25e            |

### Coupe du monde de snowboard
- Meilleur classement général : 58e en 2007 avec 1118 points.
- Meilleur classement de snowboardcross : 6e en 2007 avec 1118 points

- Meilleur résultat sur une épreuve de coupe du monde de snowboardcross : 4e à Stoneham le 17 mars 2007

#### Classements
| Saison / Épreuve | Saison / Épreuve | Général | Général | Snowboardcross | Snowboardcross |
| ---------------- | ---------------- | ------- | ------- | -------------- | -------------- |
| Saison / Épreuve | Saison / Épreuve | Class.  | Points  | Class.         | Points         |
| 2003-2004        | 2003-2004        | -       | -       | 71e            | 86             |
| 2005-2006        | 2005-2006        | -       | -       | 39e            | 467            |
| 2006-2007        | 2006-2007        | 58e     | 1118    | 6e             | 1118           |
| 2007-2008        | 2007-2008        | 198e    | 215     | 50e            | 215            |
| 2008-2009        | 2008-2009        | 128e    | 539     | 35e            | 539            |
| 2009-2010        | 2009-2010        | 125e    | 531     | 31e            | 531            |

### Championnats du monde junior de snowboard
| Édition / Épreuve            | Snowboardcross |
| Mondiaux 2002 Rovaniemi      | 19e            |
| Mondiaux 2003 Oberwiesenthal | 19e            |

### Championnats de France de snowboard
| Édition / Epreuve            | Snowboardcross |
| ---------------------------- | -------------- |
| Championnats 2006 Isola 2000 | Or             |
| Championnats 2009 Vars       | Or             |

## Palmarès en Freeride

### Freeride World Tour
| Édition / Epreuve | Snowboard |
| FWT 2012          | 9e        |
| FWT 2013          | 6e        |
| FWT 2014          | 5e        |
| FWT 2015          | > 8e      |
| FWT 2019          | 7e        |
| FWT 2022          | 5e        |
| FWT 2023          | Or        |
| FWT 2024          | 12e       |

### Freeride World Tour Qualifier Europe
| Édition / Epreuve | Snowboard |
| FWQ 2011          | 1er       |
| FWQ 2012          | 1er       |
| FWQ 2016          | 4e        |
| FWQ 2017          | 2e        |
| FWQ 2018          | 1er       |
| FWQ 2019          | 3e        |
| FWQ 2020          | 2e        |
| FWQ 2021          | 1er       |

### Championnats de France de freeride
| Édition / Epreuve | Snowboard |
| ----------------- | --------- |
| Championnats 2018 | Or        |